# Mannlicher Modell 1895
Das Gewehr Mannlicher Modell 1895 ist ein Repetiergewehr mit Geradezugverschluss.
Es diente als Ordonnanzgewehr in der Armee Österreich-Ungarns vor und im Ersten Weltkrieg. Mit dem Vertrag von Saint-Germain durfte von Österreich nur noch die kurze Version, der Karabiner Modell 1895, eingesetzt werden. Das Gewehr wurde in Österreich von der Firma Steyr Mannlicher und in Ungarn von der Gewehrfabrik Budapest etwa 5,5 Millionen Mal hergestellt. Bis in die 1970er-Jahre hinein fand die Waffe noch Verwendung bei Kämpfen (zuletzt in Afrika).

## Versionen

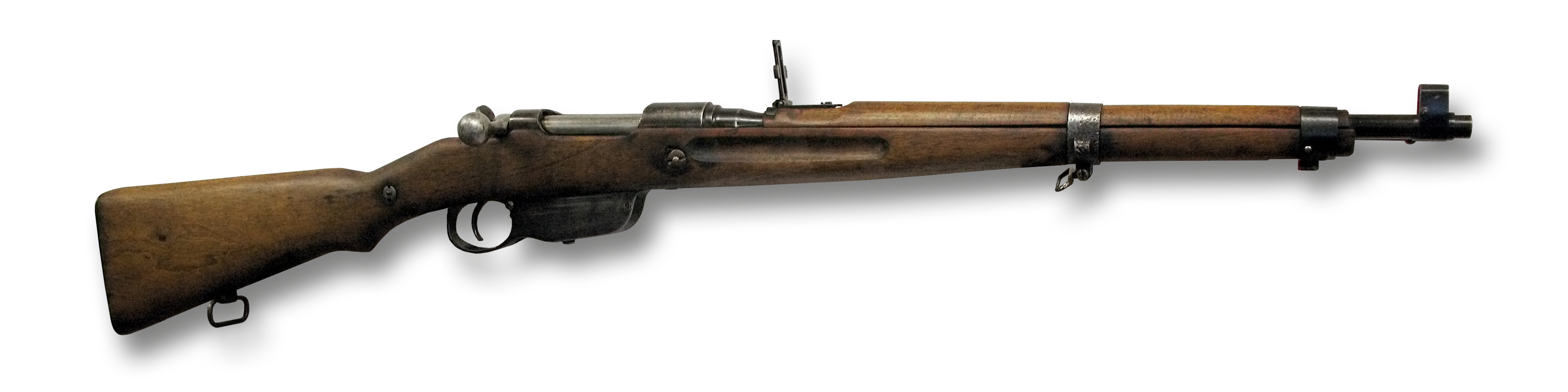
Repetierstutzen M95/03

Ursprünglich wurde der M95 als langes Infanteriegewehr für die österreichisch-ungarische Armee entwickelt. Exportiert wurde das Gewehr vor allem nach Bulgarien (83.000 Infanteriegewehre und 2.074 Stutzen zwischen 1903 und 1914). Zu Beginn des Ersten Weltkriegs waren ungefähr 850.000 M95-Infanteriegewehre und 80.000 M95-Stutzen (Karabiner) vorhanden, neben 1,3 Millionen Mannlicher-Gewehren älterer Modelle. Während des Krieges erkannte die Armeeführung den großen Nachteil dieser „langen“ Gewehre in den Schützengräben. Es wurden vermehrt lange Gewehre zu kurzen Stutzenversionen umgebaut und eingesetzt. Ab 1916 produzierte die Gewehrfabrik Budapest nur noch die kurze M95-Version im Einheitskaliber 8 × 50 R (M93).
Die Gesamtzahl an produzierten Mannlicher-Gewehren innerhalb des Ersten Weltkrieges beläuft sich auf ca. 3.500.000, wovon geschätzte 25 % Karabiner waren.
Nach dem Ersten Weltkrieg wurden im Rahmen der Neugliederung der Volkswehr der Ersten Österreichischen Republik, die auf Grund des Vertrages von Saint Germain auf nur 30.000 Mann begrenzt war, die Waffen um 1930 modernisiert. Der Großteil dieser „langen“ Gewehre wurde zu handlichen und schnell einsetzbaren Karabinern umgebaut. Die veraltete M93–Munition wurde ebenfalls modernisiert. Zuvor hatte man an der relativ schwachen Rundkopfmunition festgehalten, da der Verschluss der älteren Mannlicher-Modelle für stärkere Patronen nicht stark genug war. Die neue Munition hatte ein Spitzkopfgeschoß und eine höhere Treibladung, was die Austrittsgeschwindigkeit von 545 m/s auf 720 m/s erhöhte. Ungarn vollzog diese Konvertierung ein Jahr später.
Große Mengen an erbeuteten M95 wurden in der Zwischenkriegszeit, hauptsächlich von Italien und der Tschechoslowakei, insbesondere an neu gebildete Staaten Osteuropas und Länder des Balkans verkauft. Von diesen führte einzig Bulgarien das M95 als Standard-Infanteriegewehr. In Jugoslawien, wo ansonsten das Mauser 98 als Ordonnanzwaffe geführt wurde, baute man 123.000 auf das Kaliber 7,92 × 57 um (genannt M95/24). In großen Zahlen weiterproduziert – in klarem Bruch des Vertrages von Saint Germain – wurde das M95 sowohl in Österreich, als auch in Ungarn. Ein Großteil der österreichischen M95 wurde nach dem Anschluß Österreichs an Bulgarien verkauft. Zu Kriegsbeginn 1939 verfügten Wehrmacht und Waffen-SS jedoch weiterhin über 268.648 M95.
Im Allgemeinen sind folgende Versionen bekannt:
- Gewehr M95 Kaliber 8 × 50 mm R
- Karabiner M95a (Stutzen) Kaliber 8 × 50 mm R
- Gewehr und Karabiner M95/30 Kaliber 8 × 56 mm R (8 × 56 mm R M30 S)
- Karabiner M95/24 Kaliber 8 × 57 mm IS

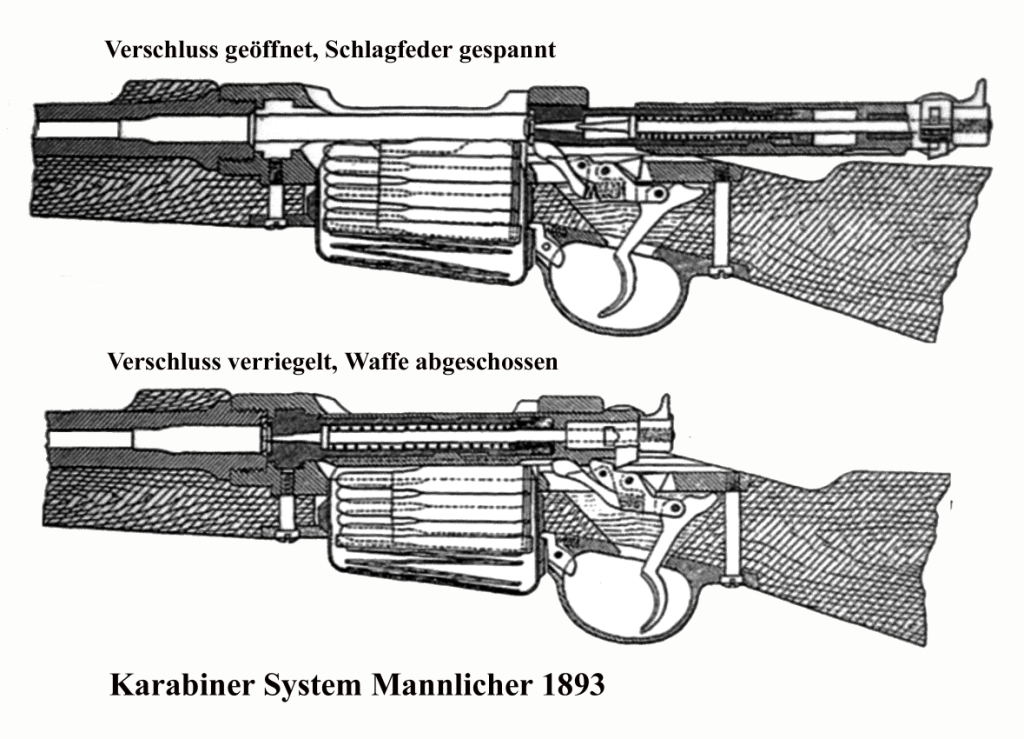
Mannlicher Drehkopf-Verschluss 1893

## Technik

### Verschluss

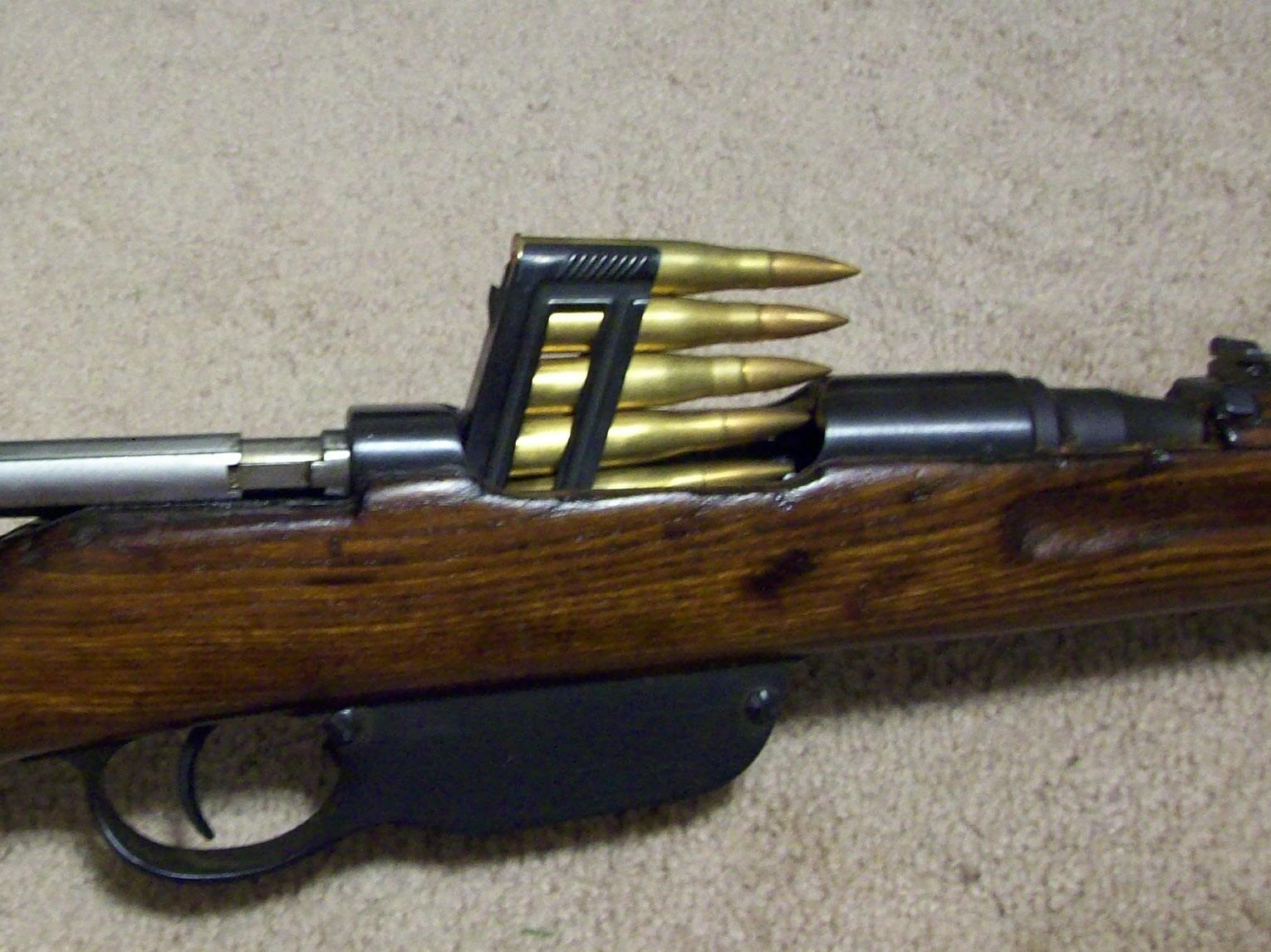
M95/30 beim Laden

Wie sein Vorgängermodell M1890 hat das Mannlicher-Modell M1895 einen Geradezugverschluss. Im Unterschied zu seinem Vorgänger mit Stützklappenverschluss handelt es sich jedoch um einen Geradezug-Zylinderverschluss, bei dem die blockförmigen Verriegelungselemente vorn auf der drehbaren Innenhülse des Verschlusses angebracht sind, was die Verwendung stärkerer Munition erlaubte. Mit diesem Geradezugsystem war wie bei den damaligen schweizerischen Schmidt-Rubin-Gewehren eine schnellere Schussfolge möglich als mit Gewehren mit dem Zylinderverschluss System Mauser. Die geradlinige Nachladebewegung erlaubte die Abgabe von bis zu 2 Schuss pro Sekunde.
Auf Grund der schnellen Nachladebewegung des Kammerstängels (zurück und vor), wurde der M95 (Gewehr/Karabiner) von den Soldaten in der k.u.k. Armee, „Ruck-zuck-Gewehr“ genannt.

### Patronenzufuhr
Die Patronenzufuhr erfolgt mit Hilfe von Laderahmen zu je fünf Schuss, diese werden bei geöffnetem Verschluss von oben in den Magazinkasten eingeschoben. Leergeschossen fällt der Laderahmen durch eine unten am Magazin angebrachte Öffnung zu Boden. Diese Öffnung führt dazu, dass das Gewehr schmutzempfindlich ist, zudem ist die Waffe ohne Laderahmen nur als Einzellader zu gebrauchen.

### Munition
In den 1930er-Jahren wurden die noch im Dienst stehenden Gewehre/Karabiner von dem alten Kaliber 8 × 50 R von 1893 schrittweise auf die neue Patrone 8 × 56 R umgerüstet. Dazu wurde das Patronenlager auf die Maße der Patrone 8 × 56 R aufgerieben. Der Zugdurchmesser der Läufe beträgt für beide Patronen 8,40 mm. Da es sich bei dem neuen leichteren Geschoss um ein ogivales Geschoss mit Torpedoheck handelt, konnte es im Heckbereich nicht mehr gestaucht werden wie das alte Rundkopfgeschoss und wurde dadurch nicht mehr ausreichend in den Zügen geführt. Deshalb wurde der Geschossdurchmesser von 8,2 mm auf 8,40 mm vergrößert. Das Geschossgewicht wurde von 15,8 g auf 13,4 g gesenkt. Die Patronenlänge von 76 mm blieb gleich.

## Einsatzstaaten
Österreich-Ungarn, Österreich, Bulgarien, Deutsches Reich, Griechenland, Ungarn, Italien, Rumänien, Jugoslawien, Niederlande, Osmanisches Reich, Türkei, Tschechoslowakei, Portugal.

## Museale Rezeption
- Im Heeresgeschichtlichen Museum in Wien ist eine größere Anzahl von Mannlicher-Gewehren ausgestellt, darüber hinaus auch ein Schnittmodell und mehrere dazugehörige Bajonette.[5]
- Salzburger Wehrgeschichtliches Museum - SWGM, Wals-Siezenheim bei Salzburg

## Galerie

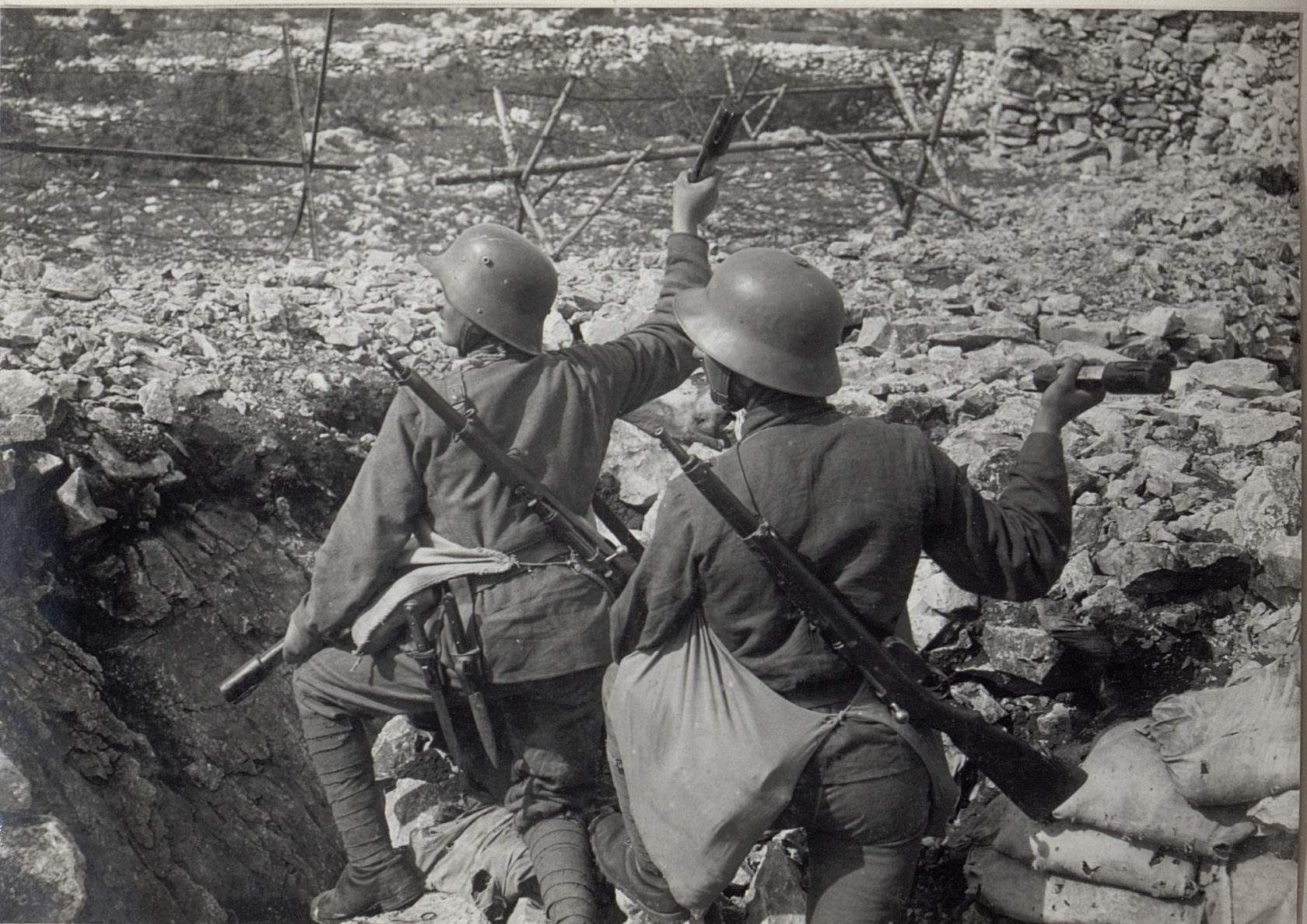
Österreichische Soldaten während des Ersten Weltkrieges mit M95-Karabinern
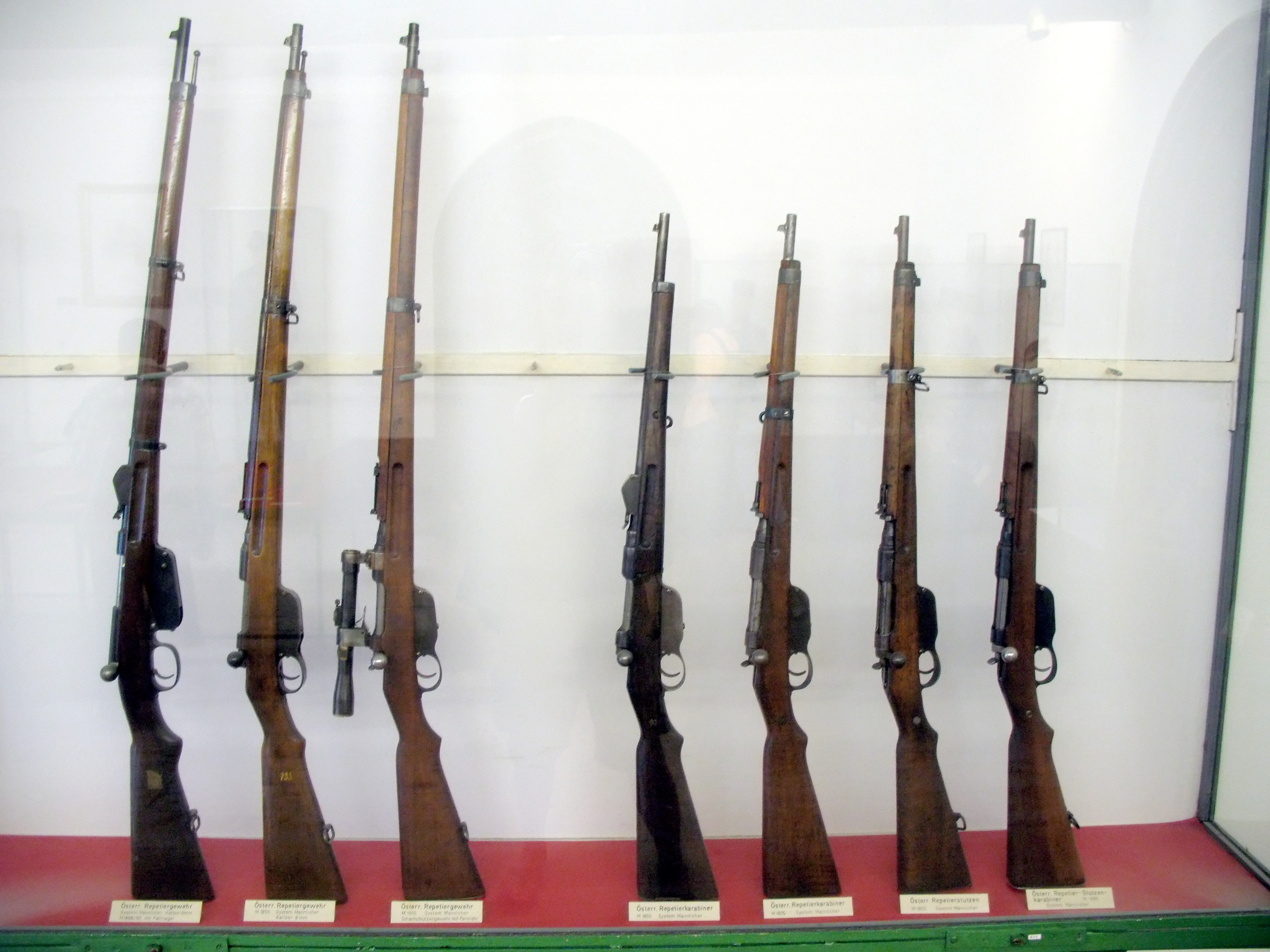
Verschiedene Versionen des Gewehres M95
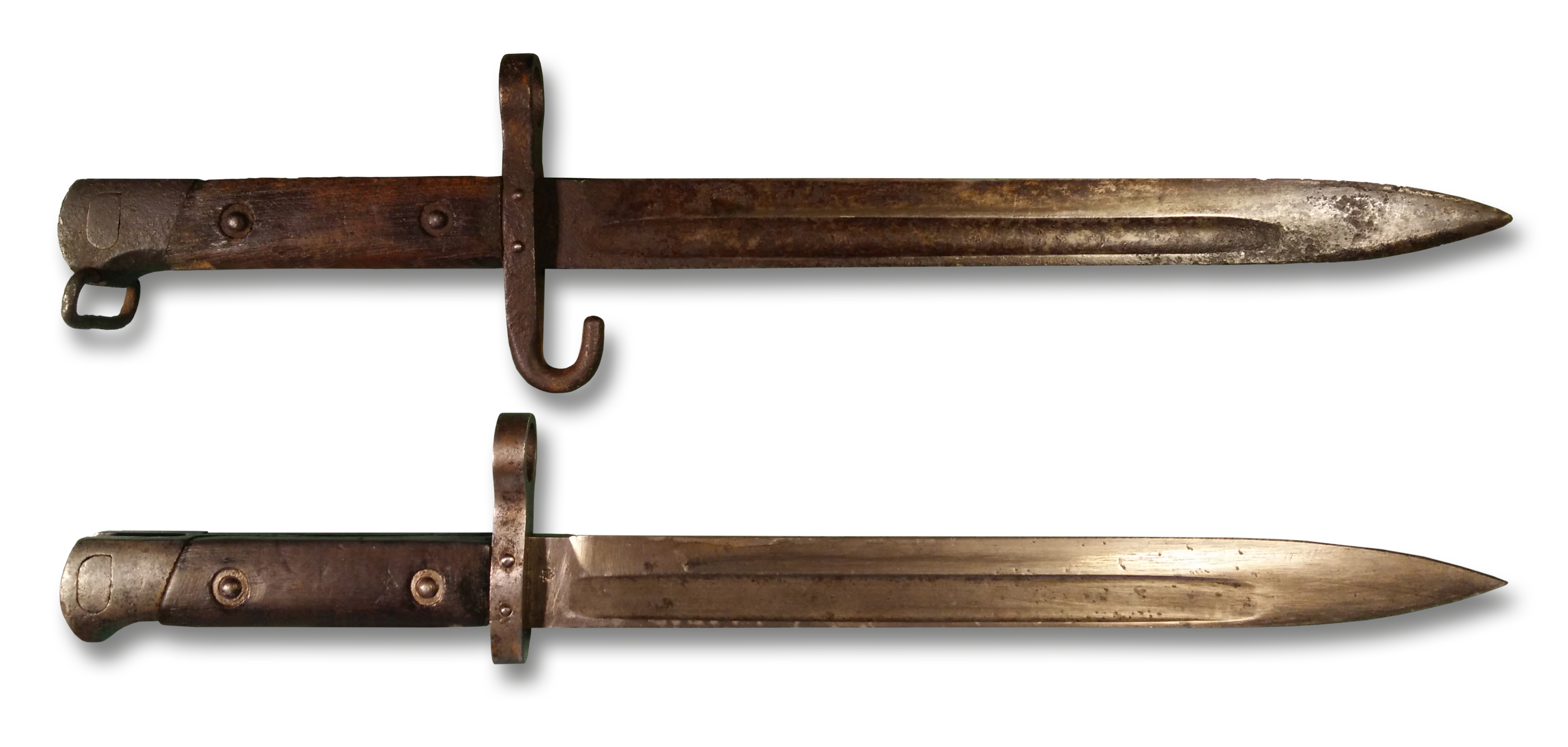
Für das M95 verwendete Bajonette
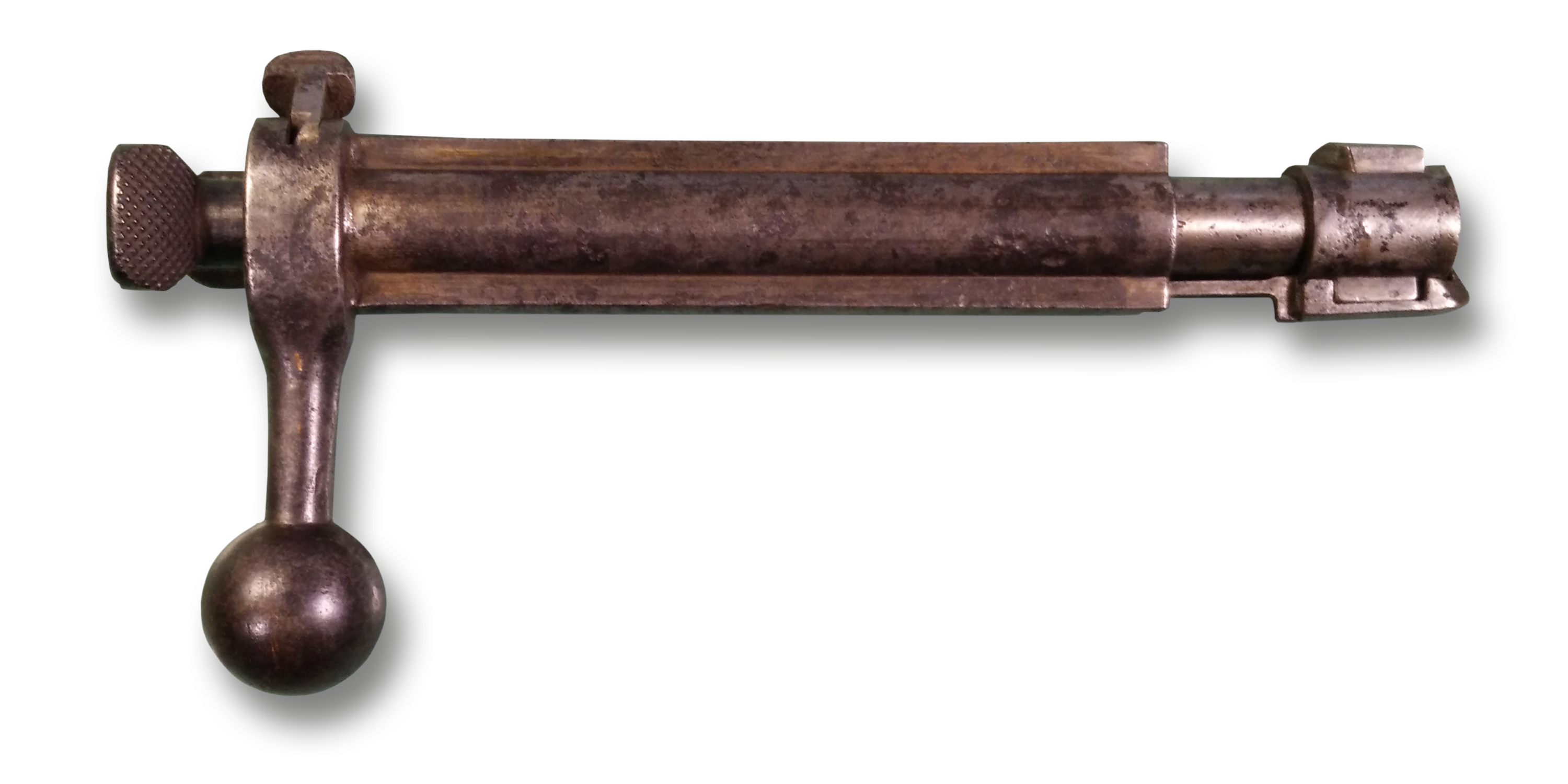
Verschluss des M95